# Balmoral Castle
Balmoral Castle er et slot i Royal Deeside i Aberdeenshire i Skotland. Det ligger ved landsbyen Crathie, 10 km vest for Ballater og knap 11 km øst for Braemar.
Balmoral har været en af den britiske kongefamilies residenser siden 1852, da bygningen og jorden blev købt af prins Albert, dronning Victorias prinsgemal. Det er fortsat blandt kongefamiliens private ejendomme og er ikke ejet af kronen.
Kort efter Balmoral Castle blev købt af kongefamilien, måtte den erkende, at huset var for småt, og den besluttede at bygge et nyt slot på stedet med William Smith fra Aberdeen som arkitekt. Prins Albert havde stor indflydelse på udformningen af slottet, som er bygget i skotsk baroniel stil. Da det nye slot stod færdigt i 1856, lod man det gamle rive ned. Balmoral er klassificeret af Historic Scotland som en fredet bygning i kategori A.
Kongefamilien har opkøbt store arealer omkring slottet, de er omring 20.000 hektar. På godset drives land- og skovbrug, og der er skotsk højlandskvæg og ponyer.
Den 8. september 2022 døde Dronning Elizabeth 2. på slottet.